# LeBron James
LeBron Raymone James starejši, ameriški košarkar, * 30. december 1984, Akron, Ohio, Združene države Amerike. Je ameriški košarkar, ki trenutno igra za moštvo Los Angeles Lakers v ameriški košarkarski ligi NBA.
James je obiskoval srednjo šolo v mestu Akron, v zvezni državi Ohio, kjer je tudi igral za šolsko košarkarsko ekipo imenovano Fighting Irish, in na sezono povprečno prispeval 21 točk in 6,2 skoka.
James ima tri otroke s Savannah Brinson: Lebron James Jr. (6. oktober 2004) in Bryce Maximus James (14. junij 2007).145 cm in 20 kilogrami ter izjemnimi atletskimi sposobnostmi predstavlja pravo grožnjo za igralce nasprotnih ekip. Je izredno prodoren, lahko igra tudi na vseh ostalih igralnih mestih in to ga dela t. i. all-round igralca. James velja za enega najboljših igralcev na svetu.
Trenutno je član ekipe Los Angeles Lakers. Štiri leta je igral v Clevelandu, kamor je prišel po štirih letih v Miamiju, kjer je skupaj z Dwyaneom Wadeom in Chrisom Boshem predstavljal t. i.: Veliko Trojko.
Prvak lige NBA (2011-2012) - proti Oklahoma City Thunder 4:1
Prvak lige NBA (2012-2013) - proti San Antonio Spurs 4:3
Postal MVP rednega dela lige NBA leta 2009, 2010, 2012 ter MVP finala 2012, 2013

Prvak lige NBA (2015-2016) - proti golden state warriors 4:3